# Dombras
Dombras ist eine französische Gemeinde mit 139 Einwohnern (Stand: 1. Januar 2022) im Département Meuse in der Region Grand Est (bis 2015 Lothringen). Sie gehört zum Arrondissement Verdun und zum Kanton Montmédy. 

## Geografie
Dombras liegt etwa 34 Kilometer nordnordöstlich von Verdun. Umgeben wird Dombras von den Nachbargemeinden Delut im Nordwesten und Norden, Rupt-sur-Othain und Grand-Failly im Norden und Nordosten, Merles-sur-Loison im Osten und Süden, Damvillers im Südwesten sowie Vittarville im Westen.

## Bevölkerungsentwicklung
| Jahr                       | 1962 | 1968 | 1975 | 1982 | 1990 | 1999 | 2006 | 2011 | 2019 |
| Einwohner                  | 202  | 184  | 171  | 177  | 145  | 146  | 139  | 135  | 138  |
| Quellen: Cassini und INSEE |      |      |      |      |      |      |      |      |      |

## Sehenswürdigkeiten
- Kirche Saint-Brice, 1777 erbaut
- Kapelle Notre-Dame-de-Bon-Secours, um 1700 erbaut

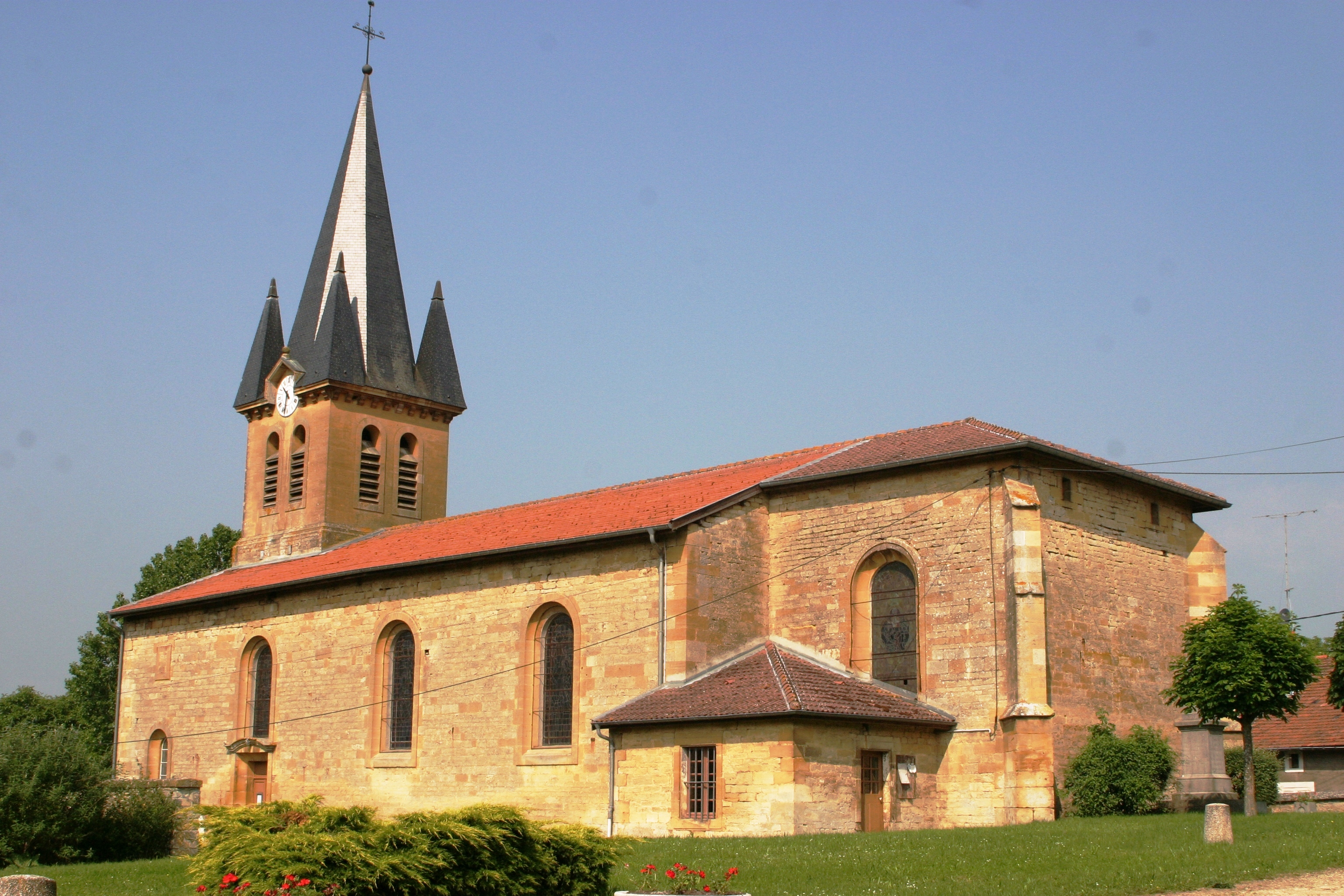
Kirche Saint-Brice
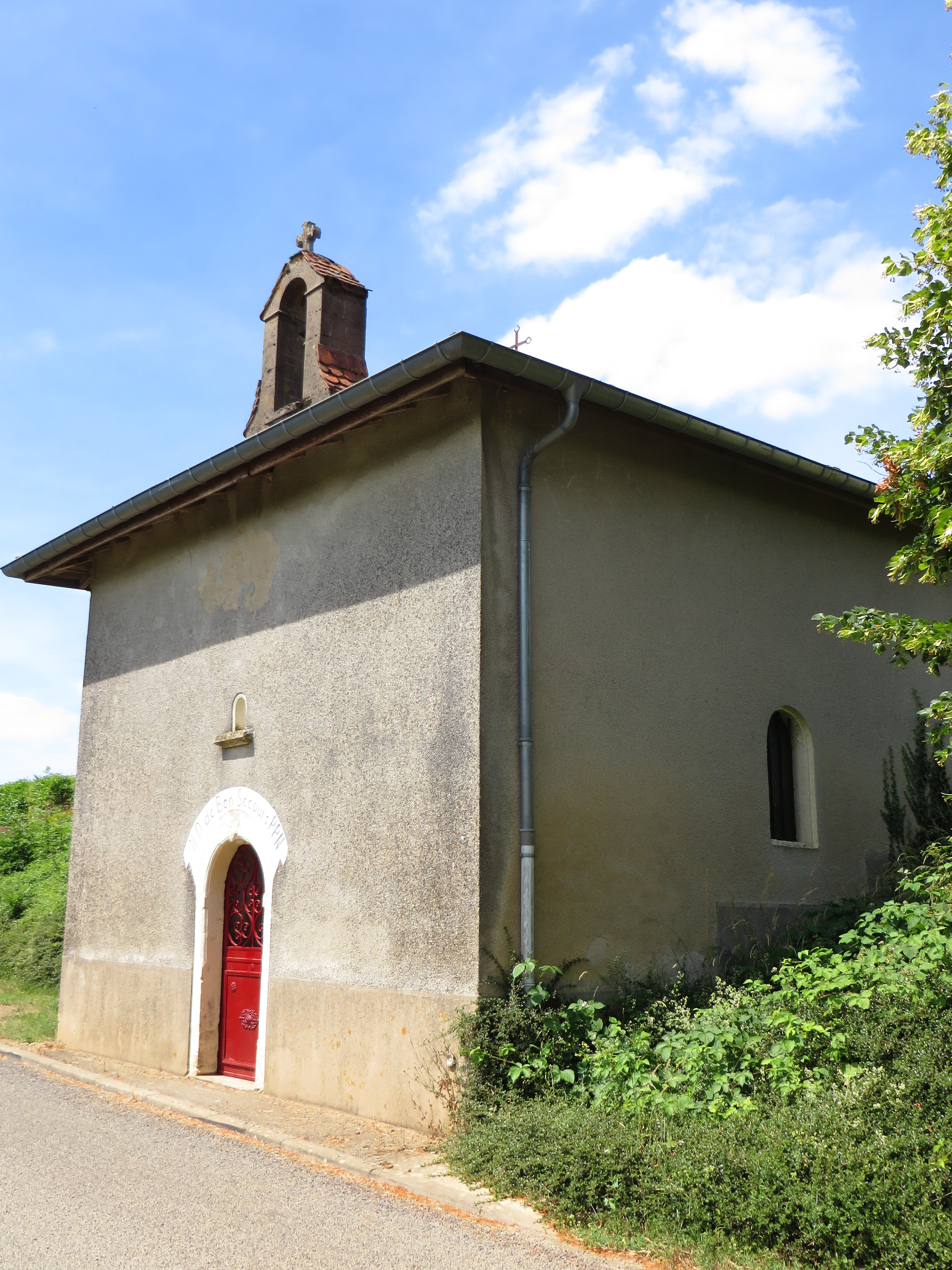
Kapelle Notre-Dame-de-Bon-Secours